# Normandia neocaledonica
Normandia  es un género monotípico de plantas con flores perteneciente a la familia de las rubiáceas. Incluye una sola especie: Normandia neocaledonica Hook.f. (1872). Es nativa de Nueva Caledonia.

## Taxonomía
Normandia neocaledonica fue descrita por Joseph Dalton Hooker y publicado en Icones Plantarum 1121., en el año 1872.